# Convertitore digitale-analogico

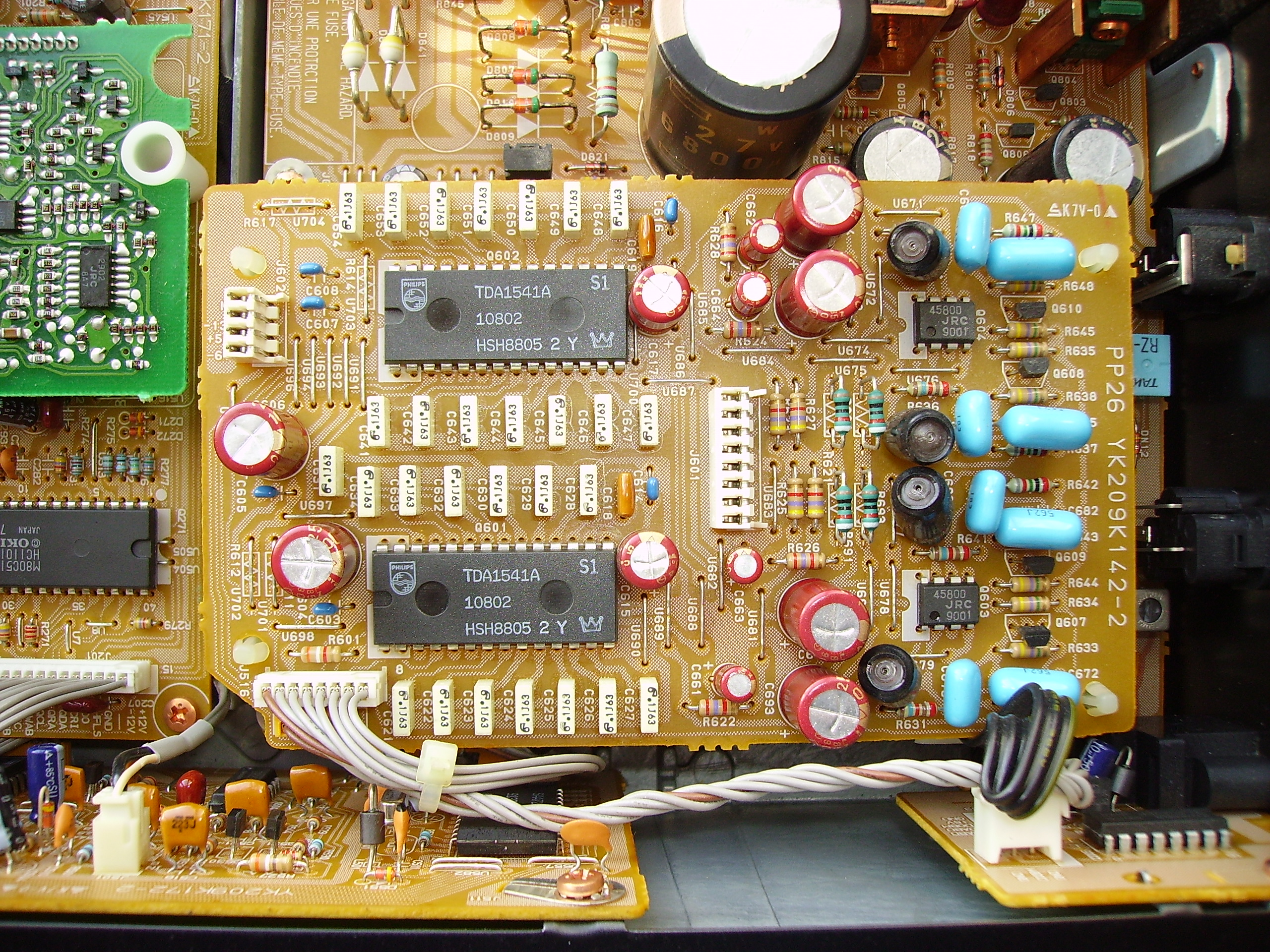
Coppia di DAC Philips su lettore CD

Un convertitore digitale-analogico (in inglese Digital to Analog Converter, DAC) è un componente elettronico che converte un segnale digitale in un segnale analogico. Il convertitore analogico-digitale o ADC compie l'operazione inversa.

## Caratteristiche e funzionamento
Un DAC è in grado di produrre sul suo terminale di uscita un determinato livello di tensione o di corrente, in funzione di un valore numerico che viene presentato al suo ingresso; ad esempio, a un valore pari a 1 corrisponderà una tensione di uscita di 0,1 V; a un valore di 2 avremo 0,2 V, e così via. La tabella di conversione dal valore digitale a quello analogico prende il nome di LUT (look-up table) e può avere caratteristiche proporzionali (come nel precedente esempio), o può seguire un andamento del tutto arbitrario, a seconda del suo impiego.
Una larga diffusione a uso domestico dei DAC si ha nei riproduttori digitali di suoni, nel controllo dell'apertura del diaframma nelle macchine fotografiche, nei controlli digitali (volume, luminosità) dei televisori e in tutte quelle situazioni nelle quali un'informazione numerica deve controllare una grandezza di tipo analogico.
Le caratteristiche del DAC hanno più o meno rilevanza a seconda dell'impiego; ad esempio la "risoluzione" è estremamente importante per le misure di precisione e la riproduzione di brani musicali ad alta fedeltà, e la qualità sarà tanto più alta, quanto maggiore sarà la grandezza massima riproducibile sul suo ingresso digitale. Si va dagli 8 bit (256 livelli di tensione) dei DAC più semplici (telecomandi, ecc.), ai 12 bit per i controlli di precisione (strumenti di misura, multimetri, oscilloscopi), ai 16 bit per i riproduttori musicali ad alta fedeltà (16 bit permettono di riprodurre una dinamica di 96 dB), fino ad arrivare al DVD che, con i suoi 24 bit di risoluzione, consente una dinamica teorica di ben 144 dB.
All'aumentare della risoluzione, però, corrisponde un maggior numero di elaborazioni per ottenere la tensione d'uscita; in altre parole, più è elevata la risoluzione del DAC e più la sua elaborazione ne risulterà rallentata. Pertanto, la scelta della risoluzione dovrà obbligatoriamente tenere conto della velocità del dispositivo impiegato, rispetto all'utilizzo al quale è destinato.

## Struttura circuitale

Convertitore digitale-analogico a reti pesate a 4 bit

- DAC a resistenze di emettitore potenza del 2

I convertitori DAC a commutazione di corrente hanno una coppia differenziale per pilotare le linee di uscita (Io e -Io) e ricevono la corrente da commutare dal collettore di un transistor tipicamente bipolare, il cui emettitore ha una singola resistenza verso l'alimentazione negativa. La base di tutti i transistor è pilotata dal servosistema di riferimento; la loro uscita è tipicamente una corrente e, se il riferimento è un segnale esterno, il DAC diventa DAC Moltiplicatore.
- DAC a rete R-2R

La singola resistenza di emettitore dà problemi costruttivi, a causa del grande rapporto tra la resistenza del MSB e quella del LSB. Una tecnica in grado di rendere facile la costruzione di reti con un ottimo comportamento in un'ampia variazione termica è la R-2R, dove i valori della rete sono solo due, e quindi mettendo 2N+1 resistenze nel circuito avremo una rete a N bit. L'uscita di questo convertitore è quasi sempre una corrente.
- DAC flash

Questo convertitore è un convertitore a resistenza d'emettitore singola o a rete R-2R, il cui dato d'ingresso passa attraverso un flip-flop D, aggiunto per evitare il jitter e migliorare i percorsi dei segnali all'interno del componente.
- DAC CMOS moltiplicante

Se le linee della rete R-2R sono commutate direttamente senza passare attraverso un transistor, e al nodo principale viene fornito un segnale, questo circuito moltiplica il dato d'ingresso D per la tensione d'ingresso ottenendo {\displaystyle Vu=D/2^{N}}. L'uscita di questo convertitore è una tensione.
- DAC ad 1 bit o convertitore Sigma-Delta

Usando una tecnica di sovracampionamento si può commutare la tensione di pilotaggio di un integratore, la cui uscita sarà filtrata a frequenza molto inferiore. Questo convertitore è a basso costo e rende grandi risoluzioni senza necessità di circuiti precisi, infatti la precisione avviene digitalmente all'interno della logica di pilotaggio, e le sole parti precise saranno la tensione di riferimento e la velocissima frequenza di clock. L'uscita di questo convertitore è una tensione.
- DAC a capacità commutate

Questo convertitore è spesso usato nei microcontrollori, e la sua attività si svolge nello scambio di carica tra un riferimento (destinato a caricare un condensatore MOS) e un punto di misura. La tensione d'uscita è data dalla posizione dei commutatori CMOS.